# Gracilosphya trifasciata
Gracilosphya trifasciata är en skalbaggsart som beskrevs av Dillon 1952. Gracilosphya trifasciata ingår i släktet Gracilosphya och familjen långhorningar.
Artens utbredningsområde är Fiji. Inga underarter finns listade i Catalogue of Life.